# Burtjak (vattendrag i Belarus)
Burtjak (belarusiska: Бурчак är ett vattendrag i Belarus.   Det ligger i voblasten Minsks voblast, i den norra delen av landet, 90 km nordost om huvudstaden Minsk. Burtjak ligger vid sjön Vozera Palіk.
I omgivningarna runt Burtjak växer i huvudsak blandskog. Runt Burtjak är det ganska tätbefolkat, med 70 invånare per kvadratkilometer.